# Крог, Арнольд Эмиль
Арнольд Эмиль Крог (дат. Arnold Emil Krog; 18 марта 1856, Фредериксверк — 7 июня 1931, Тисвилделей) — датский архитектор, живописец, художник-керамист, график периода модерна. Оказал значительное влияние на искусство датского фарфора, возглавляя в 1885—1916 годах Королевскую фарфоровую мануфактуру в Копенгагене.

## Биография
Арнольд Эмиль Крог родился во Фредериксверке (остров Зеландия, в регионе Ховедстаден), в семье фабричного инспектора, позднее владельца фабрики Ханса Якоба Грёгаарда Крога и Дженни Ф. Мейер, сестры судьи Верховного суда Фрица Мейера. Сдав экзамен в 1871 году, Арнольд поступил в ученики к мастеру-каменщику К. Винбергу Эфту. Зимой 1872—1873 годов учился в рисовальной школе Нильсена, а летом 1873 года поступил в ученики к каменщику Кразе. В марте 1874 года был принят в общий подготовительный класс Датской королевской академии искусств в Копенгагене и в марте 1880 года получил диплом архитектора. Его дополнительное образование проходило в мастерской Людвига Фенгера, позже у Фердинанда Мельдала. Он участвовал в 1878—1881 годах под руководством Фердинанда Мельдала и Генриха Хансена над внутренней отделкой Фреденсборга (Riddersal og Kongefløj), первоначально вместе с Кампманном, позднее в качестве руководителя чертёжного бюро. В 1883 году он работал в дизайн-студии Хенрика Хагемана, оформил мавританский зал в здании Паноптикона, выполнял частные заказы по оформлению административных и жилых интерьеров.
Во время пребывания в Италии в 1882—1883 годах Крог изучал архитектуру Венеции, Рима и древних Помпей, а также искусство итальянского Возрождения. В октябре 1884 года Арнольд Крог по рекомендации гравёра-ксилографа Ф. Хендриксена был принят художником на фаянсовую мануфактуру «Aluminia» и Королевскую фарфоровую мануфактуру в Копенгагене, где в январе 1885 года был утверждён в качестве художественного руководителя, а с 1910 года был директором.
Крог не имел иных предпосылок для работы с фарфором, кроме собственного художественного чутья, и поэтому сразу отошёл от привычных представлений о том, как должен выглядеть королевский фарфор. В то время фабрика после руководства датского архитектора и живописца Густава Фридриха фон Хеча, вела скромное существование, опираясь на классицистические традиции надглазурной полихромной росписи.
В 1886 году во время поездки в Париж вместе с Уильямом Саломонсеном Крог познакомился с коллекцией японского фарфора Зигфрида Бинга и у него возникла идея воспроизвести в фарфоре, подобно японскому, характерный образ датского пейзажа.
Вместе со своими сотрудниками Крог нашёл особую живописную технику, при которой собственную красоту фарфора и пейзажные мотивы неяркой северной природы подчёркивал нежный «северный» колорит и слегка расплывающиеся очертания блеклых серо-голубых, зеленоватых и фиолетовых красок подглазурной росписи. Крог также отошёл от жёстких, ломаных линий старых моделей периода ампира и стал использовать простые, «скользящие формы» плавных очертаний, которые давали больше свободы для росписи. Эти новации соответствовали тенденциям моде и вкусов периода модерна. Всё вместе обеспечило необычайную популярность изделиям Копенгагенской мануфактуры, которые стали непременной принадлежностью жилых интерьеров многих европейских стран.
Это было обновление искусства фарфора, создавшее известность датской художественной промышленности за рубежом. На Всемирной выставке 1889 года в Париже датские мастера продемонстрировали фигуры животных из белого фарфора — медведей на льдинах — они имели огромный успех. На Всемирной выставке в 1900 году, также в Париже, мануфактура выиграла Гран-при и датский фарфор вновь стал главным событием выставки. Вскоре выражение «датский стиль» стал синонимом «стиля модерн» в художественном фарфоре.
Крог привлекал к работе молодых художников. Он разрабатывал проекты мебели, изделий из металла и рисунки переплётов книг. В 1910 году он посетил остров Цейлон, а затем отправился в Южную Францию. Крог покинул мануфактуру в 1916 году и затем жил в Тисвильде, где занимался живописью и офортом.
В 1892 году он был назначен титулярным профессором и стал рыцарем Даннеброга и Эреслегионена. Он был членом жюри Всемирной выставки, проходившей в Париже в 1889 году, членом пленарного собрания Датской королевской академии искусств в 1911 году, методического совета Академии в 1911—1914 годах, Совета Академии в 1911—1919 годах и комитета Американского скандинавского фонда в 1914 году.

## Живопись А. Э. Крога
- Шторм. 1892
- Aвтопортрет. 1884
- Осенний лес в Тисвильде. 1918
- Вечер
- Вечерний пейзаж с охотником, наблюдающим за стаей пролетающих уток у озера. 1897
- Тролльсковен. 1925